# Bahnhof Hakodate
Der Bahnhof Hakodate (jap. 函館駅, Hakodate-eki) ist ein Bahnhof auf der japanischen Insel Hokkaidō. Er befindet sich in der Unterpräfektur Oshima auf dem Gebiet der Stadt Hakodate.

## Verbindungen
Hakodate liegt am südlichen Ende der von JR Hokkaido betriebenen Hakodate-Hauptlinie, der bedeutendsten Bahnstrecke Hokkaidōs. Neben Regionalzügen mit Halt an allen Bahnhöfen verkehren von hier aus die Neigeschnellzüge Hokuto und Super Hokuto nach Sapporo sowie der Eilzug Hakodate Liner, der in Shin-Hakodate-Hokuto Anschlüsse an die Hochgeschwindigkeitszüge der Hokkaidō-Shinkansen herstellt. Von Hakodate aus fahren außerdem Regionalzüge der Bahngesellschaft Dōnan Isaribi Tetsudō, die im nachfolgenden Bahnhof Goryōkaku auf die Esashi-Linie nach Kikonai abbiegen.
Auf dem Vorplatz befindet sich ein Busterminal. An der nächstgelegenen Straßenkreuzung in ca. 100 m Entfernung halten beide Linien der Straßenbahn Hakodate.

## Anlage
Hakodate ist ein in Süd-Nord-Richtung angeordneter Kopfbahnhof mit vier leicht gekrümmten Mittelbahnsteigen und acht Gleisen. Diese sind durch einen Querbahnsteig verbunden, an dessen östlichem Ende das zweigeschossige Empfangsgebäude mit mehreren Läden und Restaurants steht. Das aktuelle Empfangsgebäude ist das fünfte an diesem Standort. Es wurde in Kooperation mit den Dänischen Staatsbahnen geplant und nach zweijähriger Bauzeit im Juni 2003 eröffnet.

## Bilder

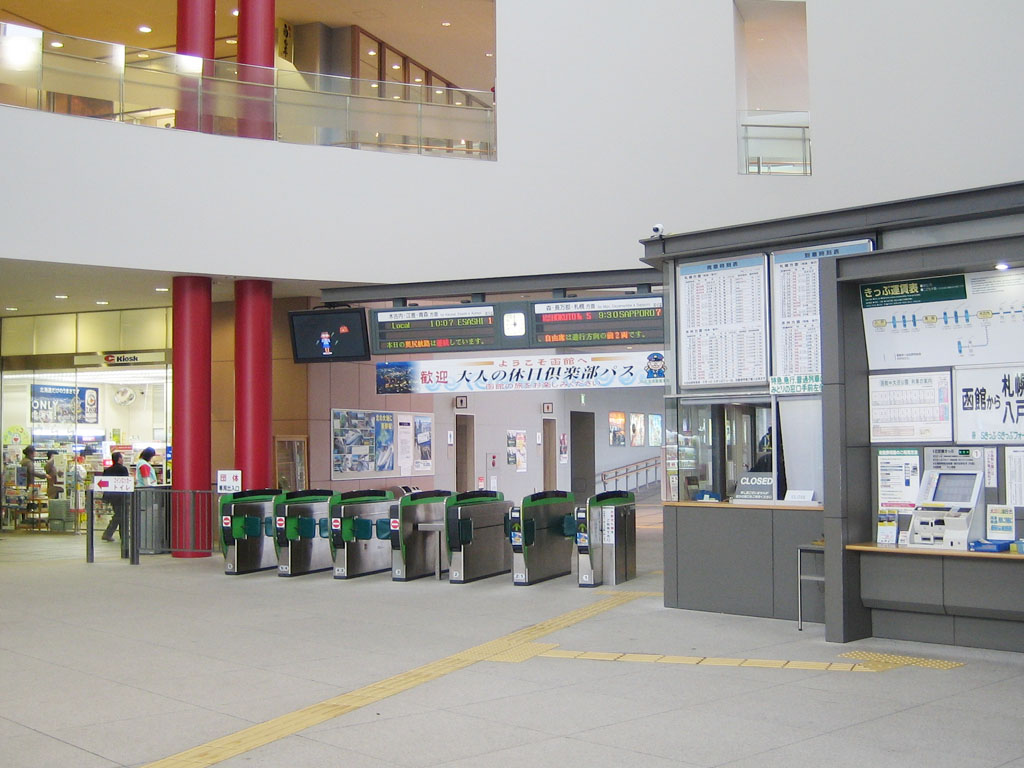
Blick in die Bahnhofshalle
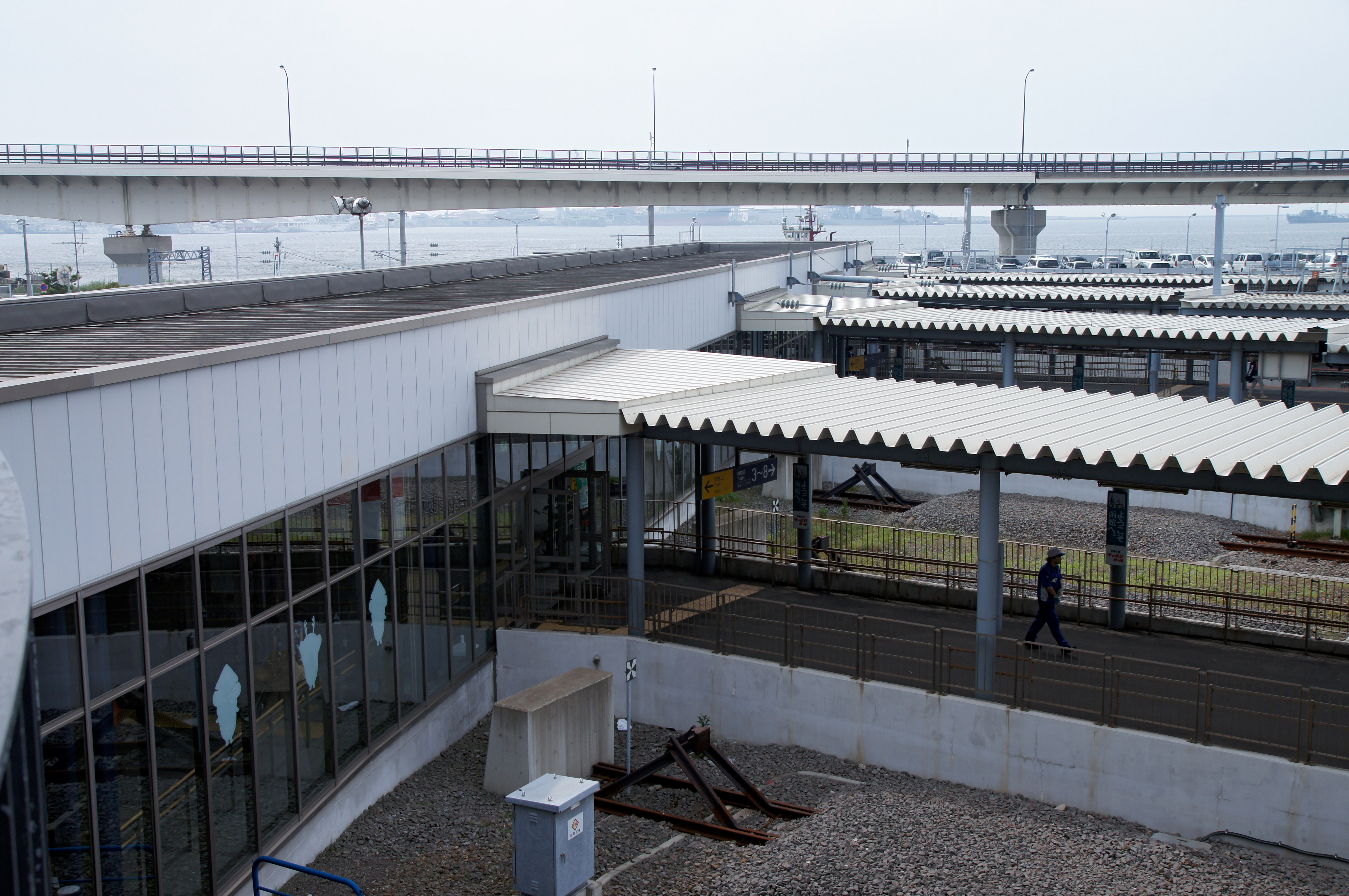
Bahnsteige
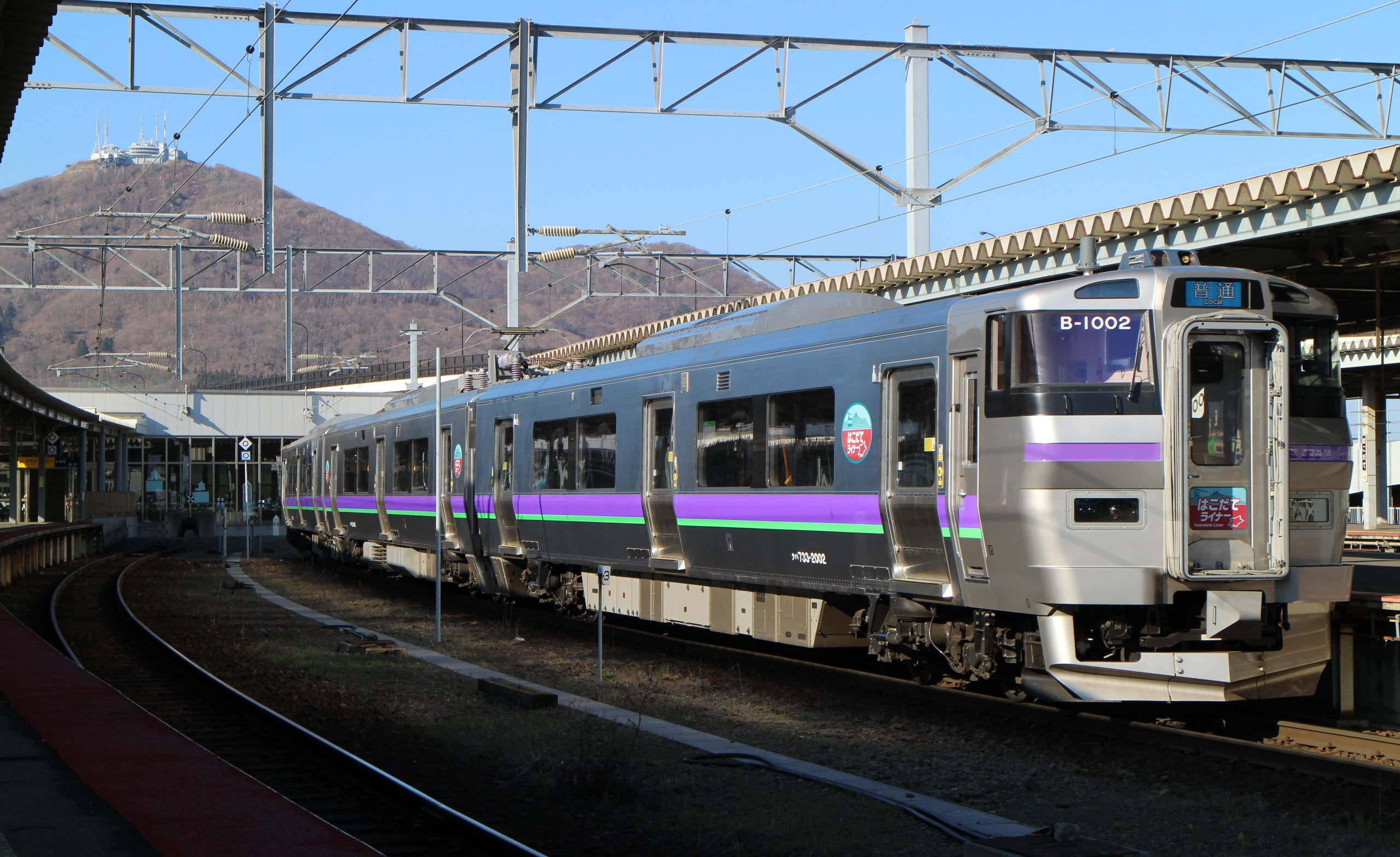
Hakodate Liner
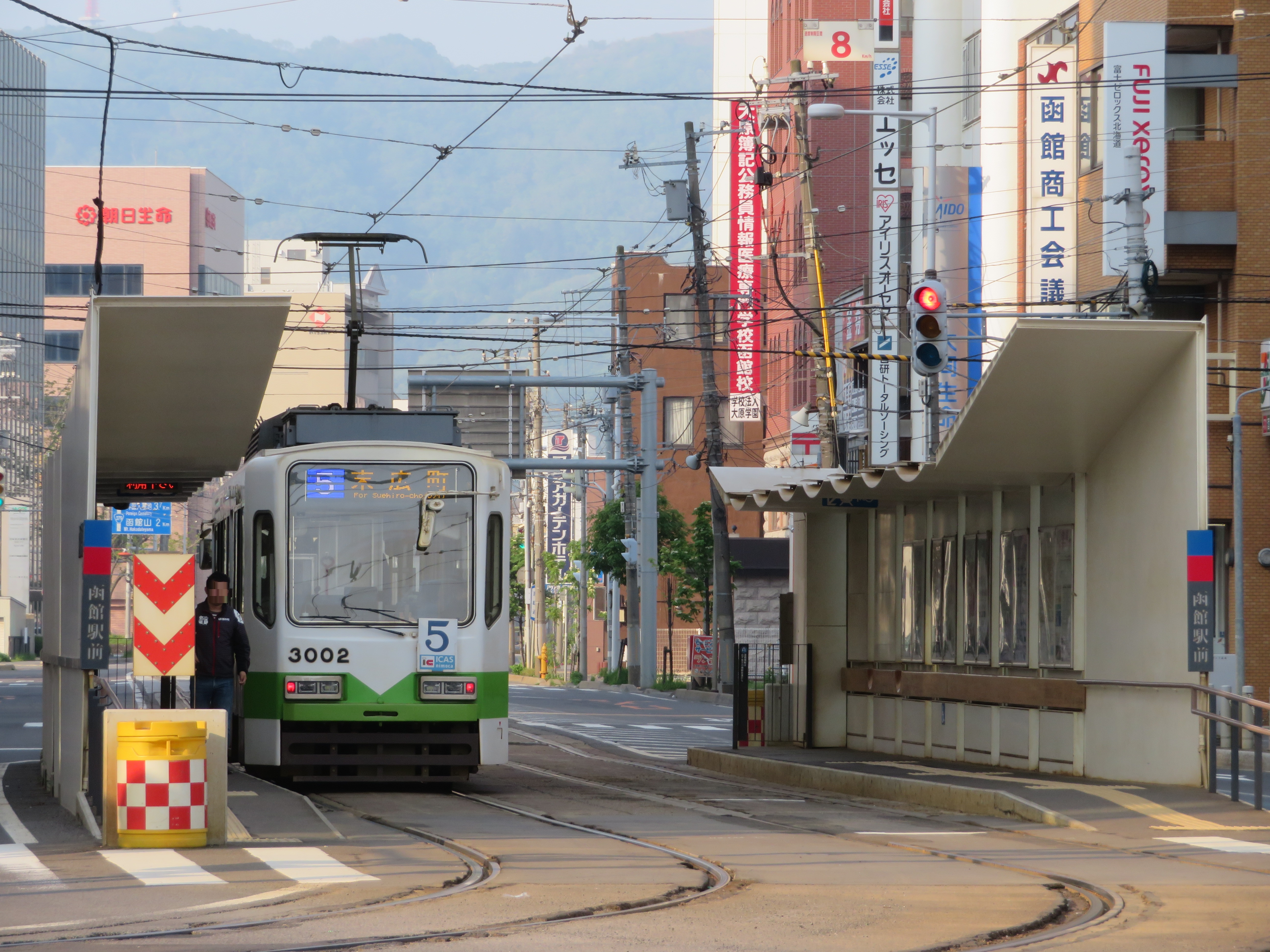
Straßenbahnhaltestelle
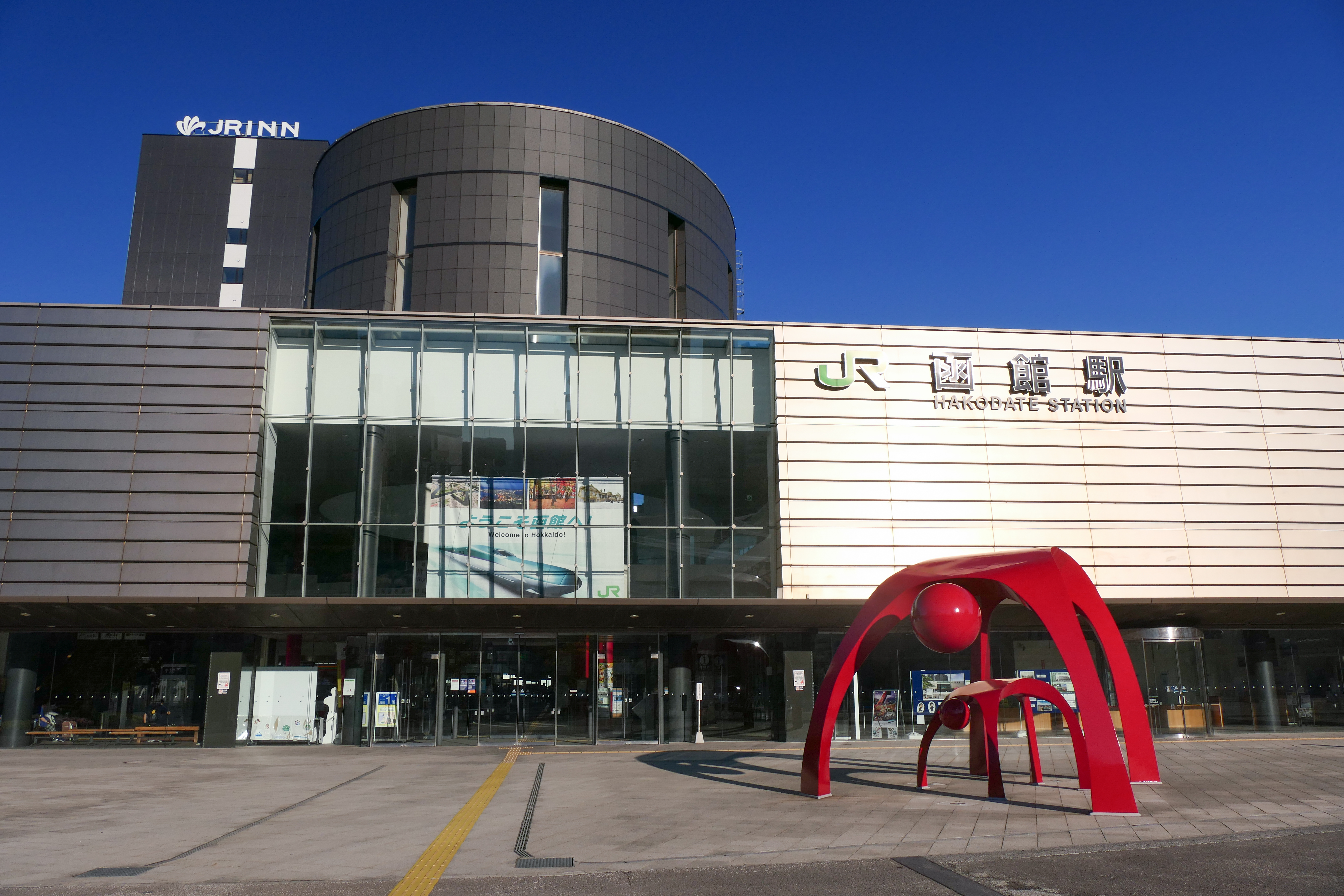
Eingang zum Bahnhofsgebäude des Bahnhofs Hokkaido

## Gleise
| 1–4 | ▉ Hakodate-Hauptlinie | Shin-Hakodate-Hokuto • Mori • Oshamambe (Regionalzüge) |
| 1–4 | ▉ Esashi-Linie        | Kikonai                                                |
| 5/6 | ▉ Hakodate-Hauptlinie | Shin-Hakodate-Hokuto (Hakodate Liner)                  |
| 7/8 | ▉ Hakodate-Hauptlinie | Mori • Oshamambe • Sapporo (Schnellzüge)               |

## Linien
| Verlauf der Hakodate-Hauptlinie |
| --- |
| Hakodate • Goryōkaku • Kikyō • Ōnakayama • Nanae • Shin-Hakodate-Hokuto • Niyama • Ōnuma • Ōnumakōen • Akaigawa • Komagatake • Mori • Katsuragawa • Ishiya • Hon-Ishikura • Ishikura • Otoshibe • Nodaoi • Yamakoshi • Yakumo • Washinosu • Yamasaki • Kuroiwa • Kita-Toyotsu • Kunnui • Oshamambe • Futamata • Warabitai • Kuromatsunai • Neppu • Mena • Rankoshi • Konbu • Niseko • Hirafu • Kutchan • Kozawa • Ginzan • Shikaribetsu • Niki • Yoichi • Ranshima • Shioya • Otaru • Minami-Otaru • Otaru-Chikkō • Asari • Zenibako • Hoshimi • Hoshioki • Inaho • Teine • Inazumikōen • Hassamu • Hassamuchūō • Kotoni • Sōen • Sapporo • Naebo • Shiroishi • Atsubetsu • Shinrinkōen • Ōasa • Nopporo • Takasago • Ebetsu • Toyohoro • Horomui • Kami-Horomui • Iwamizawa • Minenobu • Kōshunai • Bibai • Chashinai • Naie • Toyonuma • Sunagawa • Takikawa • Ebeotsu • Moseushi • Fukagawa • Osamunai • Chikabumi • Asahikawa Sawara-Zweigstrecke: Ōnuma • Chōshiguchi • Shikabe • Oshima-Numajiri • Oshima-Sawara • Kakarima • Oshironai • Higashi-Mori • Mori |

| Verlauf der Esashi-Linie |
| --- |
| Hakodate • Goryōkaku • Nanaehama • Higashi-Kunebetsu • Kunebetsu • Kiyokawaguchi • Kamiiso • Moheji • Oshima-Tōbetsu • Kamaya • Izumisawa • Satsukari • Kikonai |

## Geschichte

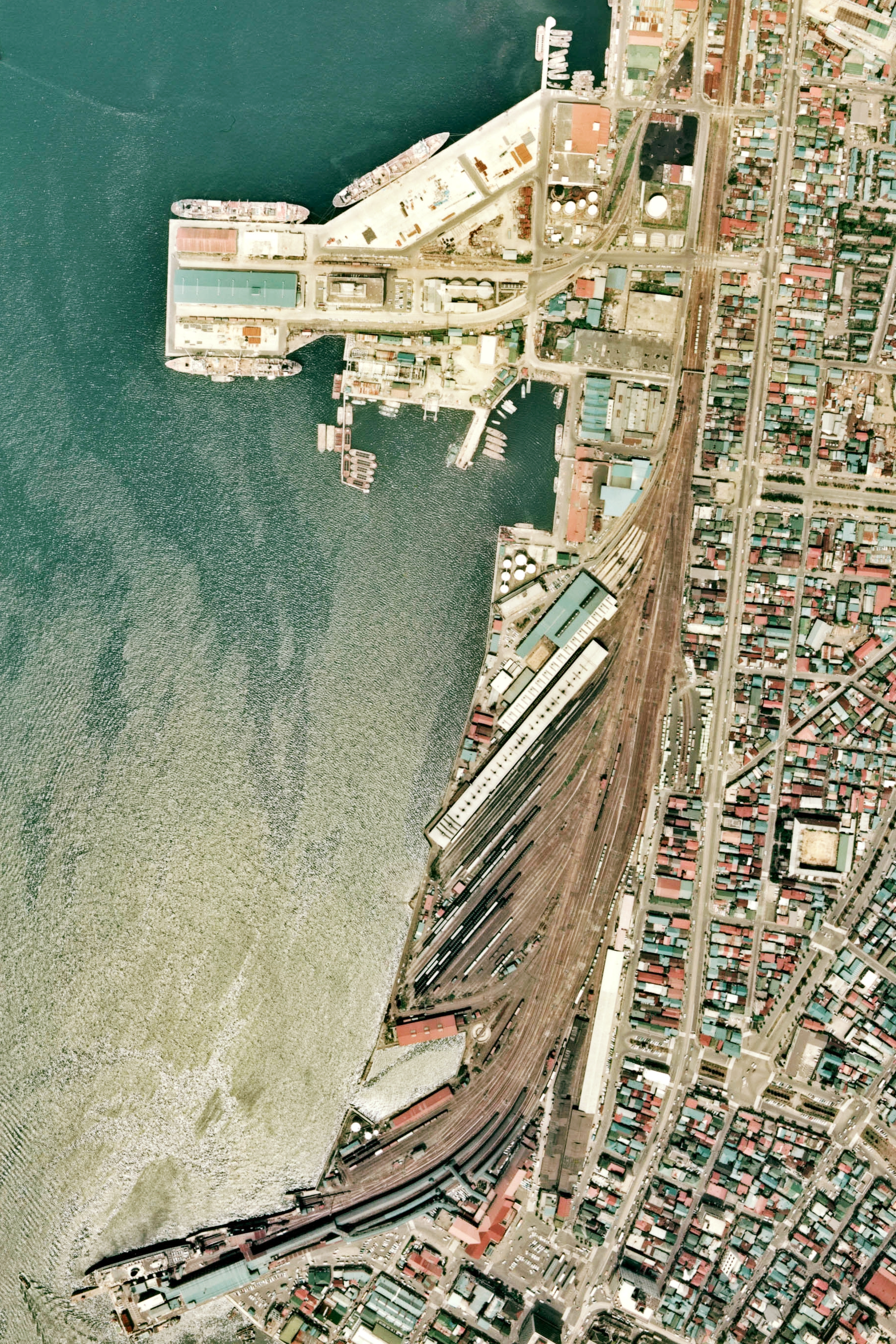
Luftansicht (1976)

Die Bahngesellschaft Hokkaidō Tetsudō eröffnete den Bahnhof am 10. Dezember 1902, zusammen mit dem südlichsten Abschnitt der Hakodate-Hauptlinie. Nach der Verstaatlichung am 1. Juli 1907 war das Eisenbahnamt (das spätere Eisenbahnministerium) zuständig. Es nahm am 7. März 1908 die Seikan-Fähre nach Aomori in Betrieb, deren Pier sich unweit des Bahnhofs befand. Angesichts der staatlichen Konkurrenz stellte die Reederei Nippon Yūsen ihren eigenen Fährbetrieb zwei Jahre später ein. Zur Verbesserung der Umsteigebeziehungen zwischen Fähre und Eisenbahn entstand im Juni 1915 etwas südlich des Bahnhofs die Haltestelle Hakodate-sanbashi (函館桟橋), die bis 1968 in Betrieb war. Der Trajektverkehr wurde am 1. August 1925 aufgenommen, nachdem Umbauten an der Pier die Verladung von Eisenbahnwaggons auf die Fährschiffe ermöglichten.
Das Empfangsgebäude brannte am 4. Mai 1913 nieder, der Neubau wurde am 18. Januar 1938 ebenfalls durch einen Brand zerstört. Aufgrund der kriegsbedingten Materialknappheit zog sich der Wiederaufbau bis Dezember 1942 hin, weshalb sämtliche Züge während dieser Zeit bis zur Pier-Haltestelle durchfuhren. Seit dem 27. Dezember 1942 ist der Streckenabschnitt zwischen Hakodate und Goryōkaku zweigleisig ausgebaut. Am 1. Oktober 1980 stellte die Japanische Staatsbahn die Verladung von Containern ein, am 1. November 1986 auch die Gepäckaufgabe. Im Rahmen der Staatsbahnprivatisierung ging der Bahnhof am 1. April 1987 in den Besitz der neuen Gesellschaft JR Hokkaido über.
Markante Änderungen brachte die Eröffnung des Seikan-Tunnels am 13. März 1988 mit sich. Der Abschnitt nach Goryōkaku und die anschließende Esashi-Linie waren elektrifiziert worden, sodass nun direkte Schnell- und Nachtzüge bis nach Tokio verkehren konnten. Am folgenden Tag stellte JR Hokkaido den Trajektverkehr ein, später verkaufte sie den Fährbetrieb. Ein durch das Tōhoku-Erdbeben ausgelöster Tsunami überflutete am 11. März 2011 das Bahnhofsgelände. Seit der Eröffnung der Hochgeschwindigkeitsstrecke Hokkaidō-Shinkansen am 26. März 2016 verkehren von Hakodate aus keine Züge mehr zur Hauptinsel Honshū; der Personenverkehr dorthin wird über den Bahnhof Shin-Hakodate-Hokuto abgewickelt.